# باشگاه فوتبال زنان رئال سوسیداد
باشگاه فوتبال زنان رئال سوسیداد بخش فوتبال زنان رئال سوسیداد است. این باشگاه در سال ۲۰۰۴ تاسیس شد.
پس از مقام نهم در اولین فصل خود ، این باشگاه به سرعت در لیگ برتر پیشرفت کرد. در سال ۲۰۱۱میلادی ، رئال سوسیداد برای اولین بار به نیمه نهایی کوپا دلارینا راه یافت.
در فوریه ۲۰۱۹میلادی ، یک مسابقه لیگ در باسک به میزبانی رئال سوسیداداد برابر اتلتیک بیلبائو ، که معمولاً در مرکز آموزش زوبیتا این باشگاه برگزار می‌شود این بار در ورزشگاه آنوئتا برگزار شد و ۲۱،۲۳۴ نفر تماشاگر در این استادیوم حضور داشتند (نتیجه بازی تساوی ۲-۲ بود )  هفته بعد ، همان باشگاه میزبان نیمه نهایی کوپا دلارینا بود که در آن رئال ۳-۱ مقابل تیم سویا ان ها را شکست داد و در مقابل ۱۸،۷۳۱ هوادار به این پیروزی شیرین دست یافت تا برای اولین بار به فینال مسابقات راه پیدا کند.  در ۱۱ مه ۲۰۱۹میلادی ، این باشگاه با برد اتلتیکو مادرید با نتیجه ۲–۱ در فینال کوپا دلارینا ، بازی در گرانادا ، اولین جام خود را بدست آورد.
تیم دوم این باشگاه که در سال ۲۰۱۸میلادی تاسیس شد ، در لیگ منطقه ای باسک (سطح ۴) بازی می کند و در سال اول فعالیت خود از لیگ استانی جیپوزکوآ (به‌انگلیسی:Gipuzkoa) صعود کرد.

## بازیکنان فعلی
از ۱۸ سپتامبر ۲۰۲۰میلادی
توجه: پرچم ها نشان دهنده تیم ملی است که تحت قوانین واجد شرایط بودن فیفا تعریف شده است. بازیکنان ممکن است بیش از یک ملیت غیر فیفا را داشته باشند.
| ردیف | پست بازی | ملیت | نام بازیکن             |
| ---- | -------- | ---- | ---------------------- |
| ۱    | نه       | ESP  | ماریا آسونسیون کوینونز |
| ۲    | DF       | ESP  | ایرایا ایپاراگیریر     |
| ۳    | DF       | ESP  | آنا تژدا               |
| ۴    | DF       | ESP  | لوسیا رودریگز          |
| ۵    | DF       | ESP  | مادی توره              |
| ۶    | MF       | ESP  | Ane Etxezarreta        |
| ۷    | FW       | ESP  | ناهیکاری گارسیا        |
| ۸    | MF       | ESP  | ایتکساسو اوریارته      |
| ۹    | FW       | MEX  | کیانا پالاسیوس         |
| ۱۰   | MF       | ESP  | Nerea Eizagirre        |
| ۱۱   | FW       | ESP  | باربارا لاتور          |
| ۱۲   | FW       | ESP  | مانو لارئو             |
| ۱۴   | DF       | ESP  | حمام های لیر           |

| ردیف | پست بازی | ملیت  | نام بازیکن       |
| ---- | -------- | ----- | ---------------- |
| ۱۶   | FW       | پایان | سانی فرانسسی     |
| ۱۷   | FW       | ESP   | آمایور ساریگی    |
| ۱۸   | DF       | ESP   | نوریا تربچه      |
| ۱۹   | DF       | ESP   | نوریا مندوزا     |
| ۲۰   | MF       | ESP   | مایتانه لوپز     |
| ۲۱   | MF       | ESP   | جما جیلی         |
| ۲۴   | FW       | ESP   | سسیلیا مارکوس    |
| ۲۵   | نه       | ESP   | النه لته         |
| ۲۶   | نه       | ESP   | آدریانا نانکلارس |
| ۲۷   | FW       | ESP   | میراری اوریا     |
| ۲۸   | DF       | ESP   | لایدا بالردی     |
| ۲۹   | MF       | ESP   | النه وایلز       |
| ۳۰   | MF       | ESP   | سارا رودا        |

## فصل ها

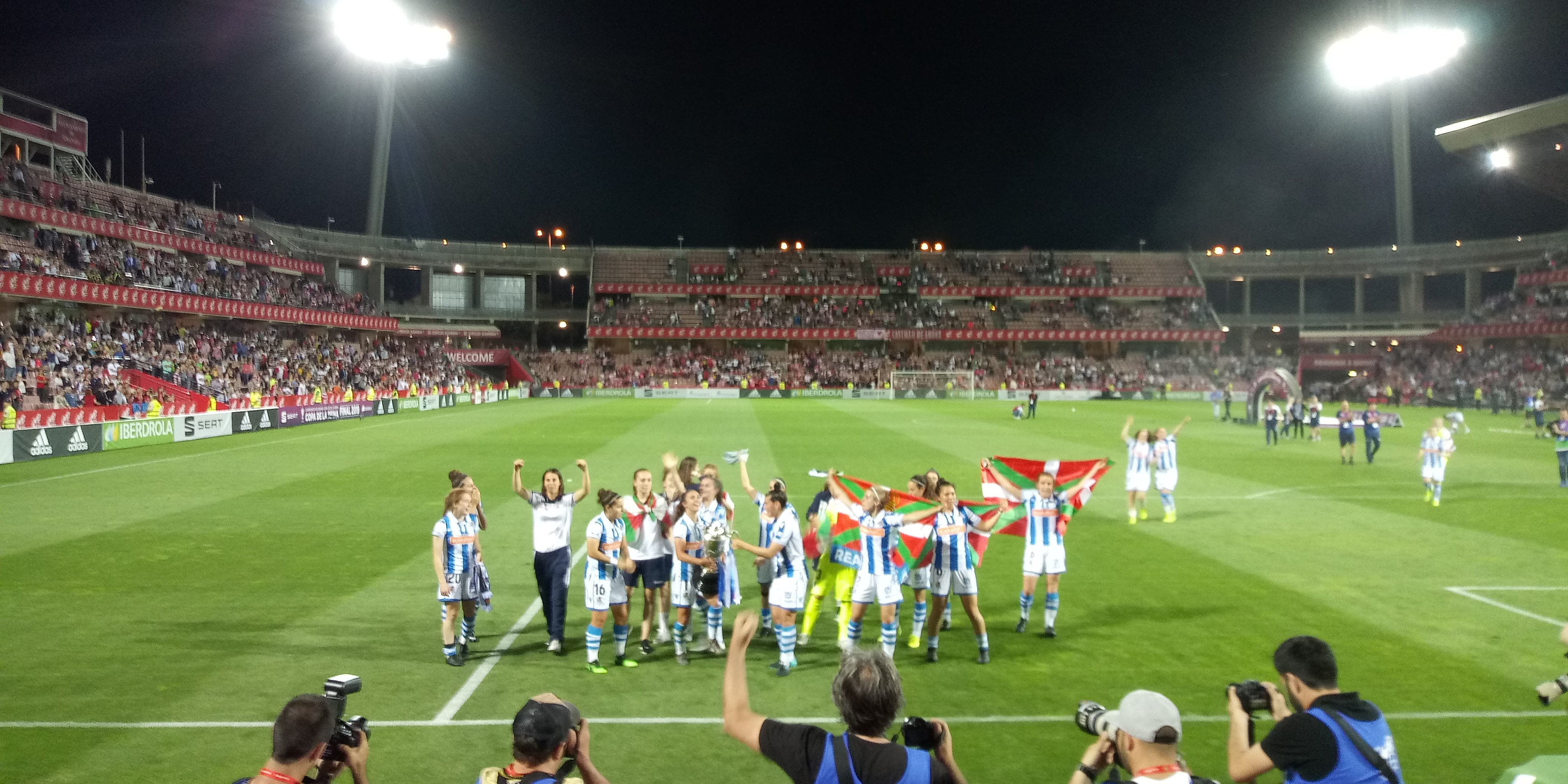
بازیکنان رئال سوسیداد که جام حذفی را جشن می گیرند در سال ۲۰۱۹میلادی قهرمان شدند.

| فصل       | تقسیم | نتیجه  | جام ملکه       |
| --------- | ----- | ------ | -------------- |
| ۲۰۰۴–۲۰۰۵ | رج    | یکم    |                |
| ۲۰۰۶-۲۰۰۵ | ۲ª    | یکم    |                |
| ۲۰۰۷-۲۰۰۶ | ۱ª    | نهم    |                |
| ۲۰۰۸-۲۰۰۷ | ۱ª    | دهم    |                |
| ۲۰۰۹-۲۰۰۸ | ۱ª    | دهم    |                |
| ۲۰۱۰-۲۰۰۹ | ۱ª    | هفتم   | دور اول        |
| ۲۰۱۱-۲۰۱۰ | ۱ª    | هشتم   | نیمه نهایی     |
| ۲۰۱۲-۲۰۱۱ | ۱ª    | هفتم   |                |
| ۲۰۱۳-۲۰۱۲ | ۱ª    | دهم    |                |
| ۲۰۱۴-۲۰۱۳ | ۱ª    | هفتم   | یک چهارم نهایی |
| ۲۰۱۵-۲۰۱۴ | ۱ª    | یازدهم |                |
| ۲۰۱۶-۲۰۱۵ | ۱ª    | پنجم   | یک چهارم نهایی |
| ۲۰۱۷-۲۰۱۶ | ۱ª    | هشتم   | یک چهارم نهایی |
| ۲۰۱۸-۲۰۱۷ | ۱ª    | هفتم   | یک چهارم نهایی |
| ۲۰۱۹-۲۰۱۸ | ۱ª    | هفتم   | برندگان        |
| ۲۰۲۰-۲۰۱۹ | ۱ª    | ششم    | دور یک شانزدهم |